# Liste der Nummer-eins-Hits in den Hot Dance Club Charts (2012)
| Singles |
| --- |
| - Avicii – Levels - 1 Woche (31. Dezember 2011 – 6. Januar 2012) - Katy Perry – The One That Got Away - 1 Woche (7. Januar – 13. Januar) - Erika Jayne – Party People (Ignite the World) - 1 Woche (14. Januar – 20. Januar) - Lady Gaga – Marry the Night - 1 Woche (21. Januar – 27. Januar) - Deborah Cox – If It Wasn’t for You - 1 Woche (28. Januar – 3. Februar) - Gloria Estefan – Hotel Nacional - 1 Woche (4. Februar – 10. Februar) - David Guetta feat. Nicki Minaj – Turn Me On - 1 Woche (11. Februar – 17. Februar) - Rihanna – You da One - 1 Woche (18. Februar – 24. Februar) - Blush – Dance On - 1 Woche (25. Februar – 2. März) - Kelly Clarkson – Stronger (What Doesn’t Kill You) - 1 Woche (3. März – 9. März) - Havana Brown feat. Pitbull – We Run the Night - 1 Woche (10. März – 16. März) - Neon Hitch – F U Betta - 1 Woche (17. März – 23. März) - Pitbull feat. Chris Brown – International Love - 1 Woche (24. März – 30. März) - Madonna feat. Nicki Minaj & M.I.A. – Give Me All Your Luvin’ - 1 Woche (31. März – 6. April) - Jessie J – Domino - 1 Woche (7. April – 13. April) - Beyoncé – Love on Top - 1 Woche (14. April – 20. April) - Madonna – Girl Gone Wild - 1 Woche (21. April – 27. April) - Dave Audé feat. Lena Katina – Never Forget - 1 Woche (28. April – 4. Mai) - Jack Back feat. David Guetta, Nicky Romero & Sia – Wild One Two - 1 Woche (5. Mai – 11. Mai) - Katy Perry – Part of Me - 1 Woche (12. Mai – 18. Mai) - Gotye feat. Kimbra – Somebody That I Used to Know - 1 Woche (19. Mai – 25. Mai) - Jennifer Lopez feat. Pitbull – Dance Again - 1 Woche (26. Mai – 1. Juni) - Karmin – Brokenhearted - 1 Woche (2. Juni – 8. Juni) - Rihanna – Where Have You Been - 1 Woche (9. Juni – 15. Juni) - One Direction – What Makes You Beautiful - 1 Woche (16. Juni – 22. Juni) - Sebastian Ingrosso & Alesso feat. Ryan Tedder – Calling (Lose My Mind) - 1 Woche (23. Juni – 29. Juni) - Toni Braxton – I Heart You - 1 Woche (30. Juni – 6. Juli) - Martin Solveig – The Night Out - 1 Woche (7. Juli – 14. Juli) - Eva Simons – I Don't Like You - 1 Woche (14. Juli – 21. Juli) - The Wanted – Chasing the Sun - 1 Woche (21. Juli – 28. Juli) - Rita Ora – How We Do (Party) - 1 Woche (28. Juli – 4. August) - Katy Perry – Wide Awake - 1 Woche (4. August – 11. August) - Kylie Minogue – Timebomb - 1 Woche (11. August – 18. August) - Jennifer Lopez feat. Flo Rida – Goin' In - 1 Woche (18. August – 25. August) - Kelly Clarkson – Dark Side - 1 Woche (25. August – 1. September) - Zedd feat. Matthew Koma – Spetrum - 1 Woche (1. September – 8. September) - Madonna – Turn Up the Radio - 1 Woche (8. September – 15. September) - Usher – Scream - 1 Woche (15. September – 22. September) |